# Die Füchsin: Alte Sünden
Alte Sünden ist ein deutscher Fernsehfilm von Katrin Schmidt aus dem Jahr 2023. Es handelt sich um die achte Folge der ARD-Kriminalfilmreihe Die Füchsin mit Lina Wendel und Karim Chérif in den Hauptrollen. Die Haupt-Gaststars dieser Folge sind Jasmin Schwiers, Robert Dölle, Liza Tzschirner, Alexandra von Schwerin, Günter Barton, Omar El-Saeidi, Sonja Baum und Roland Silbernagl. Der Film wurde am 26. Januar 2023 im Rahmen der Reihe DonnerstagsKrimi im Ersten erstmals ausgestrahlt.

## Handlung
Die in Düsseldorf ansässigen Privatdetektive Anne Fuchs und Youssef el Kilali ermitteln im Todesfall des leitenden Angestellten Thomas Loose. Er wurde tot aus dem Rhein geborgen, nachdem er, laut einer Zeugenaussage, betrunken auf der Kaimauer balanciert und ausgerutscht sein soll. Looses Frau Carina glaubt nicht an einen Unfall. Ihr Mann habe nie mehr als zwei oder höchstens drei Bier getrunken. Aufgeregt erscheint Carina Loose bei dem Unternehmerpaar Papst, ihr Mann war in deren Immobilienfirma angestellt. Sie wird jedoch von der gerade anwesenden Tochter des Paares Simone Papst gebeten zu gehen, als deren Vater einen Schwächeanfall erleidet. Simone Papst war es, die Carina Loose eine Karte der Detektei Fuchs und Kilali zusteckte. Sie ist mit Youssef el Kilali verheiratet und hat eine kleine Tochter mit ihm. 
Simone Papsts Vater bittet seine Tochter, ihm beruflich behilflich zu sein, da er wegen eines Vorhofflimmerns erst einmal kürzertreten muss. Simone ist grundsätzlich dazu bereit, hat allerdings ein Café, das sie auch noch führen muss. Inzwischen teilt Kriminalhauptkommissar Ralf Eisner Carina Loose mit, dass man die Ermittlungen im Fall ihres toten Mannes aufgrund ihrer Zeugenaussage noch einmal aufgenommen habe. Es gebe aber keinerlei Hinweise auf ein Verbrechen. Ein Zeuge habe ausgesagt, dass ihr Mann von der Kaimauer gestürzt sei, und er habe 1,9 Promille Alkohol im Blut gehabt, was seine Aussage zusätzlich untermauere. Wenn sie ihm keine weiteren Anhaltspunkte für ein Fremdverschulden liefern könne, müssten die Ermittlungen daher wieder eingestellt werden. Loose lässt ihn wissen, dass sie Privatdektive beauftragt habe, die Wahrheit über den Tod ihres Mannes herauszufinden.
Reinhard Papst stellt seiner Tochter seinen, wie er sagt, besten Mann, Bernhard Wittig, vor. Mit ihm zusammen soll sie ein Problem lösen, das die Firma mit einem Projekt in Lissabon hat. Inzwischen beschäftigt sich Kilali mit der Smartwatch von Thomas Loose, die diverse Daten aufgezeichnet hat. Die Detektive entschließen sich, das Restaurant aufzusuchen, in dem Thomas Loose seinen letzten Abend verbracht hat. Dort erfahren sie, dass Loose in Begleitung zweier Frauen gewesen sei, die vermutlichen zu einem Escort-Service gehört hätten. Von einer Taxifahrerin werden Fuchs und Kilali zu den Adressen gefahren, wohin diese die beiden Frauen am Abend zuvor gefahren hatte. Anhand verschiedener Daten finden Fuchs und Kilali heraus, dass beide Frauen nicht für einen Escort-Service, sondern für einen Reinigungsdienst arbeiten, deren Hauptauftraggeber der Vater von Simone Papst ist. Kilali bittet seine Frau um Hilfe, der Tod von Thomas Loose müsse etwas mit dessen Arbeitsstelle zu tun haben. Was das sei, müsse man herausfinden. Simone Papst erklärt sich nach einigem Zögern bereit, zu helfen. Anne Marie Fuchs gibt sich als ihre persönliche Assistentin aus und bekommt so Zutritt zum ehemaligen Büro von Thomas Loose. Dort gelingt es ihr, Kopien von dessen Computer zu fertigen. Loose war Leiter für den technischen Einkauf und hat Aufträge für Dienstleistungen verteilt. Ein paar Tage vor seinem Tod hat er der Gebäudereinigungsfirma Blank & Clean, bei der auch die beiden besagten Frauen arbeiten, alle Aufträge kündigen wollen. Nur wenig später passen die beiden Detektive die Frauen ab, als sie ihre Arbeitsstätte verlassen. Bei dem Gespräch kommt nichts heraus, was weiterhilft. Simone Papst findet heraus, dass Antonia Goelen seinerzeit bei einem Projekt in Portugal die persönliche Assistentin ihres Vaters war und damit auch die Frau, mit der er seinerzeit eine Affäre hatte.
Inzwischen konnte man die Adresse des Zeugen, bei dem es sich um einen Hannes Huwer handelt, ausfindig machen, er meint jedoch nur, er habe der Polizei alles gesagt, was er gesehen habe. Verdächtig erscheint den Privatdetektiven, dass Huwer ein T-Shirt mit der Aufschrift Blank & Clean trug. Als Simone Papst ihren Vater direkt fragt, warum man der Firma alle Aufträge entzogen habe, meint er nur leichthin, das entziehe sich offen gesagt seiner Kenntnis. In einem Gespräch mit dem Inhaber von Blank & Clean, Stefan Vierhaus, erklärt dieser sich die Kündigung durch Loose damit, dass er seinen Leuten Gehälter zahle, von denen sie auch leben und ihre Ausgaben bestreiten könnten. Ja, Papst sei zu 90 Prozent der Hauptauftraggeber seiner Firma gewesen. Diese Kündigung bedeute praktisch das Aus für seine Firma. Simone Papst ringt sich dazu durch, Vierhaus anrufen zu lassen, um die Kündigung zurückzunehmen. Eine weitere Frage ist, wie dieser schnelle Karrieresprung Looses zustande kam, der sich innerhalb weniger Monate vollzog. Er war vor seinem Aufstieg in einer Sanitärfirma beschäftigt. Nicht einmal seine Frau weiß, wie es zu einem Wechsel in die Firma Papst kam. Corina Loose erzählt, dass kurz vor dem Wechsel die Mutter ihres Mannes gestorben sei. Er habe sich dann um deren Wohnungsauflösung gekümmert. Danach habe das dann alles angefangen. Alles, was ihm wichtig gewesen sei und was er aufgehoben habe, sei im Keller. Als Fuchs und Kilali sich die Sachen genauer ansehen, stoßen sie auf eine Vereinbarung zwischen Looses Mutter und Reinhard Papst. Thomas Loose war ein unehelicher Sohn von Papst. Nun ist einigermaßen klar, wie er an den lukrativen Job gekommen ist. Inzwischen hat die Polizei diese Informationen auch und ihre Ermittlungen erneut aufgenommen.
Um Hannes Huwer endlich zu einer Aussage zu bringen, wenden Fuchs und Kilali ziemlich unorthodoxe Methoden an, die aber dazu führen, dass er zugibt, dass sein Chef Stefan Vierhaus ihn zu der Falschaussage veranlasst und ihn dafür bezahlt habe. Stefan Vierhaus hat in der Mordnacht ein Gespräch mit jemandem geführt, dessen Namen man unbedingt braucht. Es stellt sich heraus, dass Antonia Goelen und Vierhaus ein Paar sind. Vierhaus hat der Firma Papst überteuerte Rechnungen gestellt und sich den Gewinn daraus mit Goelen geteilt, die wiederum dafür gesorgt hat, dass keine andere Firma zum Zug kam. Thomas Loose fand das heraus und vermieste den beiden ihr Geschäft. Als Fuchs noch einmal allein ins Zentrum der Immobilienfirma vordringt, wird sie von Goelen und Vierhaus geknebelt und bedrängt und man verabreicht ihr eine Flüssigkeit. Sie erfährt jedoch noch aus erster Hand, dass das Gaunerpärchen in zwei Jahren zwei Millionen Euro beiseite geschafft hat. Als ihnen Thomas Loose ihr schönes Geschäft kaputt machen wollte, sorgten sie dafür, dass er zu Tode kam. Dasselbe Spiel haben sie jetzt auch mit Anne Marie Fuchs vor. Kilali und seine Frau machen ihnen jedoch in Zusammenarbeit mit Kommissar Eisner einen Strich durch die Rechnung.

## Produktion
Die Dreharbeiten erfolgten vom 12. Oktober bis zum 14. Dezember 2021 in Köln sowie in Düsseldorf und Umgebung. Die Folge wurde zusammen mit der gleichzeitig gedrehten 9. Folge der Reihe Game over gedreht. Es handelt sich um eine Produktion der Odeon Fiction GmbH (Leonine Company formerly H&V Entertainment GmbH) im Auftrag der ARD Degeto und den WDR für die ARD. Der zuständige Redakteur des WDR war Götz Vogt, die Redakteurin für die ARD Degeto Katja Kirchen und als Herstellungsleiter ARD Degeto/WDR fungierte Frank Horak. Die Aufnahmeleitung lag bei Marc Prüll und André Deindörfer, die Produktionsleitung bei Claudia Schurian und die Herstellungsleitung bei Thomas Höbbel und für die ARD Degeto bei Kirsten Frehse. 

## Rezeption

### Einschaltquote
Bei der Erstausstrahlung von Die Füchsin: Alte Sünden am 26. Januar 2023 verfolgten in Deutschland insgesamt 6,03 Millionen Zuschauer die Filmhandlung, was einem Marktanteil von 21,4 Prozent für Das Erste entsprach. In der als Hauptzielgruppe für Fernsehwerbung deklarierten Altersgruppe von 14 bis 49 Jahren erreichte Alte Sünden 0,44 Millionen Zuschauer und damit einen Marktanteil von 7,3 Prozent in dieser Altersgruppe.

### Kritik
Tilmann P. Gangloff gab dem Film auf der Seite tittelbach.tv 3½ von 6 möglichen Sternen und monierte: „‚Alte Sünden‘ […] ist eine der spannungsärmsten Episoden der einst ungewöhnlich gestarteten Reihe. Interessant ist allein die persönliche Ebene, denn der Fall eines vermeintlichen Selbstmörders führt Detektivin Fuchs (Lina Wendel) und ihren Partner Youssef (Karim Chérif) in die Konzernzentrale von Youssefs Schwiegervater. Die Inszenierung ist unauffällig und wirkt sparsam.“
Ganz anders sah das die Redaktion der Fernsehzeitschrift Prisma, die lobte: „Familiäre Krisen, die teils 40 Jahre in die Vergangenheit reichen, grenzenlose Gier und eine buchstäblich unterkühlte Heldin, die während einer Nahtod-Erfahrung ein Stück ihrer Traurigkeit verloren hat und die womöglich schon bald privates Glück ereilen könnte – das sind die Zutaten (Drehbuch: Ralf Kinder) dieses gelungenen und bis zur letzten Sekunde spannenden Falls der ‚Füchsin‘.“
Oliver Armknecht bewertete den Film für film-rezensionen und gab ihm fünf von zehn möglichen Punkten. Armknecht meinte, Fans der Serie brauchten „traditionell ein wenig mehr Geduld“. In punkto Glaubwürdigkeit solle man schon „sehr großzügig sein“. Das sei „alles schon sehr konstruiert“ und finde „nur holprig den Weg ins Ziel“. Das Fazit des Kritikers fiel folgendermaßen aus: „In ‚Die Füchsin: Alte Sünden‘ wird ein Betrunkener im Rhein ertrunken gefunden. Dabei trinkt er eigentlich nicht. ‚Die Füchsin: Alte Sünden‘ ist ein an vielen Stellen überzogener Krimi, bei dem die Einzelteile nicht immer zusammenpassen – oder Sinn ergeben. Teilweise macht es aber schon Spaß, vor allem bei den verdeckten Ermittlungen.“
Die Redaktion von TV Spielfilm zeigte mit dem Daumen nach oben, gab für Humor einen und für Spannung zwei von drei möglichen Punkten und stellte fest: „Die Ex-Stasi-Agentin und ihr Partner mit arabischen Wurzeln: Anne Fuchs und Youssef Kilali gehören zu den ungewöhnlichsten Ermittlerfiguren im deutschen Fernsehen. Vor allem Lina Wendel gibt ihrer Figur das gewisse unterkühlte Etwas, auch wenn ihre DDR-Vergangenheit nicht mehr so im Fokus steht wie in früheren Fällen. Dafür bekommt Jasmin Schwiers als Youssefs Ehefrau diesmal weit mehr Raum als sonst. Als Schnüfflerin wider Willen bringt sie unterhaltsame Abwechslung ins Geschehen. Gerne mehr davon!“ So lautete das Fazit dann auch: „Ein unkonventionelles Duo knackt einen verzwickten Fall.“
Klaus Braeuer schrieb im Hamburger Abendblatt, dass die Regisseurin Katrin Schmidt hier einen „soliden Krimi“ vorlege, „der zwar teilweise arg strapaziert“ wirke, „aber dafür viele überraschende Wendungen“ bereithalte. So könne der Zuschauer „richtig schön mitraten, wer denn hinter dem Mord stecken könnte“. Hinzu komme „eine handfeste Überraschung“ die Familie von Simone betreffend. Der Darstellerin der Simone, Jasmin Schwiers, mache es „sichtlich Spaß, auch einmal schnüfflerisch unterwegs zu sein“. „Weniger geschickt“ gerate „die Auflösung des verzwickten Falles, die neben der privaten Verstrickung noch einen Rachefeldzug und sogar eine Entführung“ bereit halte. „Aber sei es drum: Spannend und am Ende sogar ziemlich dramatisch ist der Krimi allemal.“